# Caconde
Caconde este un oraș în São Paulo (SP), Brazilia.